# حاجة كاشف بدري
حاجة كاشف بدري إحدى رائدات الحياة النسوية في السودان.

## حياتها
ولدت بحي بيت المال بمدينة امدرمان و هي أم للدكتور أكرم علي التوم وزير الصحة السوداني الأسبق في الحكومة الانتقالية للعام 2019 

## التعليم
درست مرحلتها الاولية بمدرسة كاشف الاولية ثم انتلقت لدراسة المرحلة المتوسطة باول مدرسة متوسطة للبنات في امدرمان وتلقت تعليمها الثانوي باول مدرسة ثانوية للبنات بأمدرمان وتخرجت في العام 1956 من جامعة الخرطوم كلية الاداب

## مسيرتها العملية
مدرسة بمدرسة المهدي الثانوية بنات 1960-1963
رئيسة مجلس الرعاية الاجتماعية 1980
عضو مؤسس للاتحاد النسائي السوداني 1952
عضو مؤسس لجمعية الهلال الاحمر السوداني 1956

### مؤلفاتها
كتاب الحركة النسائية في السودان جامعة الخرطوم 2002
كتيب الخليل الشاعر 1954
مجلة القافلة الثقافية 1965

## وفاتها
توفيت في سبتمبر من العام 2018